# Рапти (зона Непала)
Рапти (непальск. राप्ती अञ्चल) — зона (административная единица) на западе центральной части Непала. Входит в состав Среднезападного региона страны. Административный центр — город Тулсипур; крупнейший город — Гхорахи. Площадь зоны составляет 10 482 км². Население по данным переписи 2011 года составляет 1 456 202 человека; по данным переписи 2001 года оно насчитывало 1 286 806 человек.

## География
Граничит с зоной Бхери (на западе), зоной Карнали (на севере), зоной Дхаулагири (на северо-востоке), зоной Лумбини (на юго-востоке), а также с индийским штатом Уттар-Прадеш (на юге).

## Административное деление
Зона подразделяется на 5 районов:
- Данг
- Пьютхан
- Ролпа
- Рукум
- Сальян